# Ruth Stonehouse
Ruth Stonehouse (28 de setembro de 1892 - 12 de maio de 1941) foi uma atriz de cinema, roteirista e cineasta estadunidense da era do cinema mudo, que atuou em 191 filmes entre 1911 e 1928. Além de atuar, Stonehouse tem sido considerada uma das primeiras mulheres cineastas, dirigiu 10 filmes e escreveu 7 roteiros para o cinema.

## Biografia
Ruth Stonehouse era filha de James Wesley Stonehouse (1869–1958) e Georgia C. Worster, e nasceu em 29 de setembro de 1892, em Denver, Colorado. Seu pai foi o fundador da empresa Stonehouse Signs Inc.. De acordo com o censo de 1900 de Laurence Town, Teller County, Colorado, ela morou com seu pai, James, e sua avó, Eda Stonehouse, juntamente com a irmã, Hazel, que era um ano mais nova. Em 1910, ela estava morando com sua mãe, Georgia Stonehouse, uma estenografa, e sua irmã  Hazel, em Chicago, Illinois. Curiosamente, sua mãe se listou como viúva no censo de 1910, quando James Stonehouse residia no Arizona. Seus pais se divorciaram por volta de 1902.

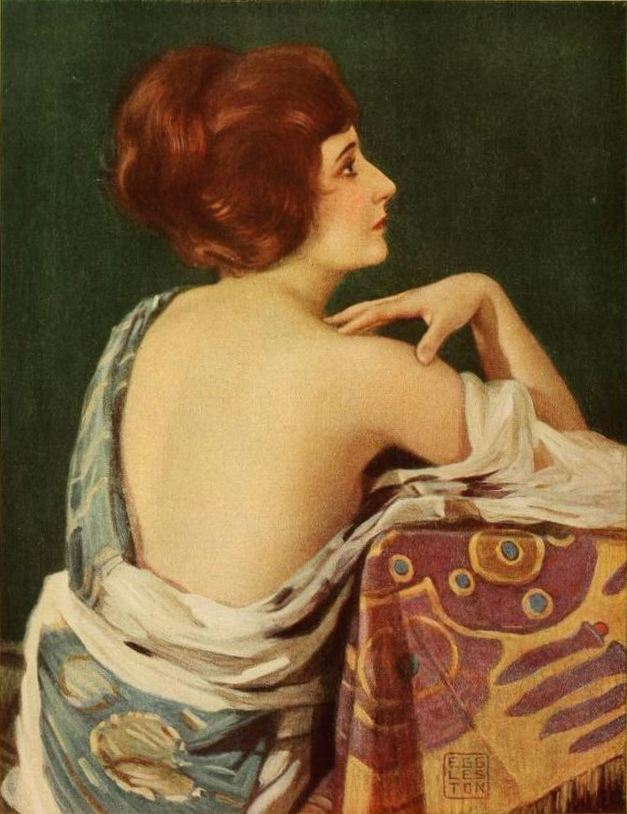
Ruth Stonehouse, Shadowland, p. 8, dez de 1922

Sua carreira artística começou no show-business, tornando-se uma dançarina de shows em Douglas, Arizona, aos oito anos de idade. No cinema, ela atuou pela Essanay Studios, Triangle Film Corporation, Arrow Film Corporation, Victor Film Company e Universal Pictures durante sua carreira, que se estendeu de 1911 até 1928. Seu primeiro filme foi a comédia curta-metragem Mr. Wise, Investigator, em 1911, pelo Essanay Studios. Atuou em várias comédias da Essanay, ao lado de Francis X. Bushman. Em 1916, assinou contrato com a Universal Pictures. Em 1919, atuou no seriado The Master Mystery, ao lado de Harry Houdini e Marguerite Marsh. Seu último filme foi The Devil's Cage, em 1928.
Stonehouse começou a dirigir filmes para a Universal Pictures em 1916, e dirigiu Puppy Love, que foi o primeiro de uma série de curtas em quadrinhos intitulada “Mary Ann Kelly Stories”, que ela escreveu, dirigiu e estrelou, no papel principal como a heroína da série. Por volta de 1916, Stonehouse era uma das sete mulheres cineastas da Universal Pictures.Stonehouse dirigiu os filmes Daredevil Dan, A Walloping Time, The Winning Pair, A Limb of Satan e Tacky Sue's Romance, entre outros.
Ruth possuía uma cabana em Santa Anita Canyon, em Sierra Nevad, e ali ela recebia personagens  de destaque no mundo do cinema, e produzia obras de arte culinária. Stonehouse era fã do Owen Magnetic Auto e o promoveu em jornais. Stonehouse gostava de jardinagem e em seu jardim cresciam jacintos, fúcsias, cinerias e begônias. Sua casa, localizada na 204 North Rossmore Avenue, em Los Angeles, Califórnia, era uma adaptação de um projeto espanhol. Ela também foi uma ativista da Children's Home Society por vinte e cinco anos e um membro do Garden Club of California.
Ruth Stonehouse morreu em Hollywood, Los Angeles, de um acidente vascular cerebral, em 12 de maio de 1941, aos 48 anos de idade. Ela foi listada como Mrs. Felix Hughes em seu obituário, e foi sepultada em um mausoléu no Forest Lawn Memorial-Parks & Mortuaries.

## Casamentos
Em 1914, casou com o roteirista Joseph Anthony Roach, de quem posteriormente se divorciou. Em 1 de outubro de 1927, casou com Felix Hughes (tio de Howard Hughes), com quem viveu até sua morte, em 1941.

## Filmografia parcial

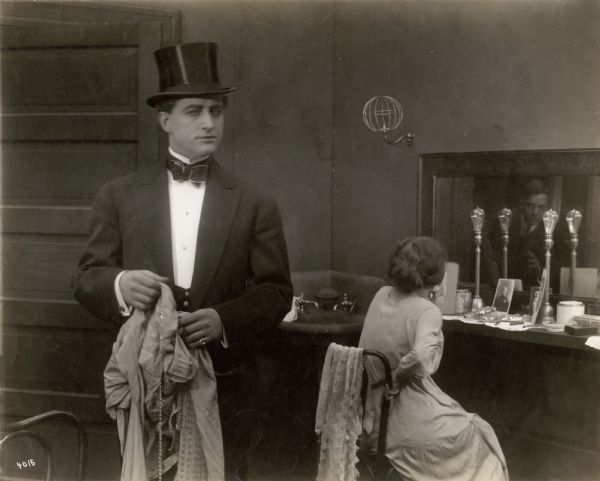
Cena do filme da Essanay Ashes of Hope, de 1914, com Francis X. Bushman e Ruth Stonehouse.

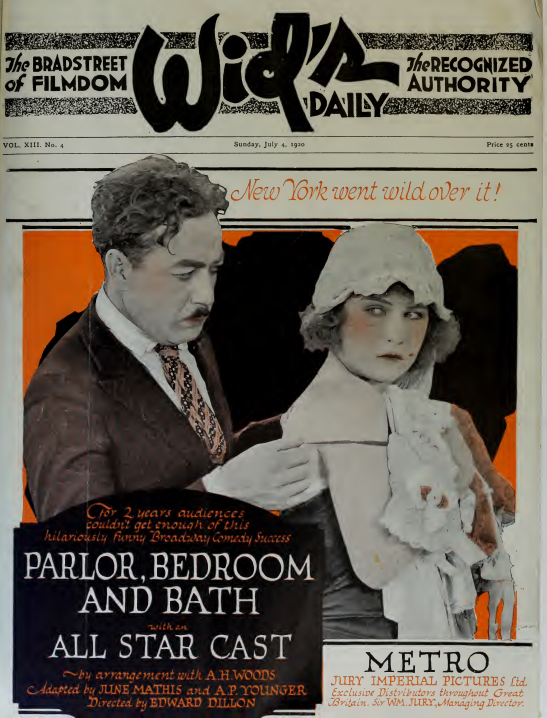
Cartaz do filme Parlor, Bedroom and Bath (1920), dirigido por Edward Dillon

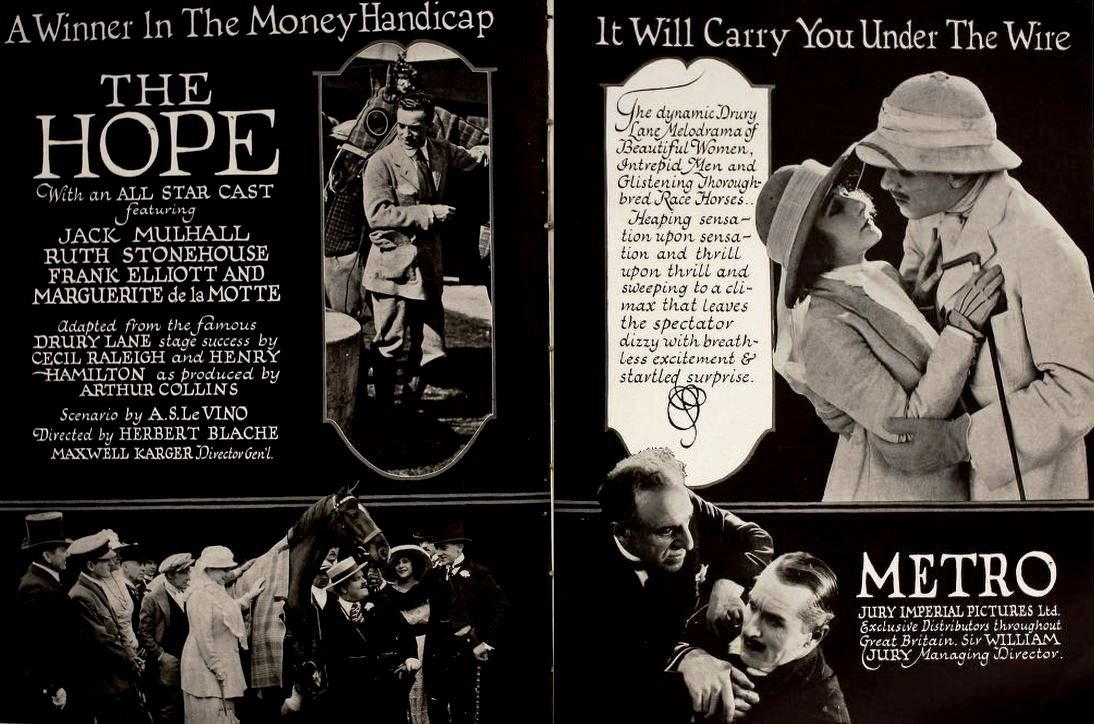
Cenas do filme The Hope (1920, com Jack Mulhall, Ruth Stonehouse, e Frank Elliott, no Motion Picture News, pp. 4494-4495, 29 de maio de 1920.

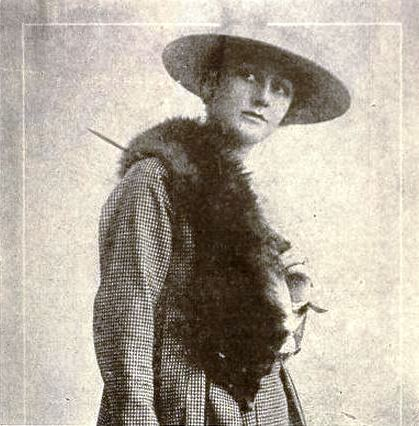
Ruth Stonehouse interpretando Suzanne no filme The Four Flusher (1919), p. 1471, 16 de agosto de 1919, Motion Picture News.

- Mr. Wise, Investigator (1911) curta-metragem
- The Spy's Defeat (1913) curta-metragem com Francis X. Bushman
- Blood Will Tell (1914) curta-metragem com Francis X. Bushman
- The Masked Wrestler (1914) curta-metragem
- No. 28, Diplomat (1914) curta-metragem
- The Papered Door (1915) curta-metragem
- The Slim Princess (1915) com Wallace Beery[6]
- The Adventures of Peg o' the Ring (1916)  seriado (suas cenas foram deletadas)
- Puppy Love (1917). Dirigido, escrito e interpretado por Stonehouse, foi o primeiro da série Mary Ann Stories.
- A Phantom Husband (1917)
- The Edge of the Law (1917)
- Rosalind at Redgate (1919) curta-metragem
- The Master Mystery (seriado, 1919)
- The Masked Rider (seriado, 1919)
- The Four Flusher (1919 Metro Pictures)
- The Red Viper (1919 Tyrad Pictures)
- Parlor, Bedroom and Bath (1920 MetroPictures)
- The Hope (1920 MetroPictures)
- Are All Men Alike? (1920 MetroPictures)
- The Land of Jazz (1920 Fox Film)
- Cinderella's Twin (1920 Metro Pictures)
- I Am Guilty (1921 Associated Producers)
- Don't Call Me Little Girl (1921 Paramount Pictures)
- The Wolver (1921 Pathe Exchange) curta-metragem
- Mother o'Dreams (1921 Pathe Exchange) curta-metragem
- Lorraine of the Timberlands (1921 Pathe Exchange) curta-metragem
- The Honor of Ramirez (1921 Pathe Exchange) curta-metragem
- The Spirit of the Lake (1921 Pathe Exchange) curta-metragem
- The Heart of Dorean (1921) curta-metragem
- The Flash (1923 Russell Productions)
- Flames of Passion (1923 Independent Pictures)--(sobrevive na Library of Congress; disponível pela Grapevine Video)
- Lights Out (1923 Film Booking Offices of America;FBO)
- The Way of the Transgressor (1923 Independent Pictures)
- A Girl of the Limberlost (1924 Film Booking Office of America;FBO)
- Broken Barriers (1924 Metro-Goldwyn)
- Straight Through (1925 Universal Pictures)
- A Two-Fisted Sheriff (1925 Arrow Film Corporation)
- Fifth Avenue Models (1925 Universal Pictures)
- The Fugitive (1925 Arrow Film Corporation)
- Blood and Steel (1925 Independent Pictures)--(sobrevive na Library of Congress; EmGee Film Library)
- The Scarlet West (1925 First National)--(Trailer sobrevive na Library of Congress)
- Ermine and Rhinestones (1925 Jans Film Service)-- (sobrevive incompleto na Library of Congress)
- False Pride (1925 Astor Pictures)
- The Wives of the Prophet (1926 Lee-Bradford)
- Broken Homes (1926 Astor Pictures)
- The Ladybird (1927 First Division Pictures)--(per silentera.com)
- Poor Girls (1927 Columbia Pictures)
- The Satin Woman (1927 Lumas Film Corp.)
- The Ape (1928 Collwyn Pictures Corp.)
- The Devil's Cage (1928 Chadwick Pictures)